# Joachim Weist
Joachim Weist war ein deutscher SA-Funktionär, zuletzt im Rang eines SA-Brigadeführers.
Weist trat um 1930 in die NSDAP und in ihren Straßenkampfverband, die Sturmabteilung (SA) ein. In dieser erreichte er am 20. April 1936 den Rang eines Brigadeführers.
In der Nacht vom 9. zum 10. November 1938 leitete Weist zusammen mit dem SS-Standartenführer Walter Gunst und dem Gestapochef Walter Traub die Ausschreitungen der Freiburger SA- und SS-Einheiten gegen die jüdische Bevölkerung der Stadt während der Reichspogromnacht. Unter anderem führten die beiden das Kommando an, das die Freiburger Synagoge in Brand setzte.
Nach dem Zweiten Weltkrieg blieben Weist und Traub unbelangt. Gunst wurde wegen seiner Affären an die Ostfront strafversetzt und ist dort seit 1943 verschollen.